# Niżni Harnaski Staw
Niżni Harnaski Staw (słow. Nižné Sesterské pleso lub Nižné Zbojnícke pleso) – staw położony na wysokości 1956 m n.p.m., w Dolinie Staroleśnej, w słowackich Tatrach Wysokich. Znajduje się po lewej stronie niebieskiego szlaku turystycznego prowadzącego od Schroniska Zbójnickiego na Rohatkę (po prawej stronie tego szlaku, powyżej, znajdują się Zbójnickie Stawy). Jest jednym z 27 Staroleśnych Stawów. Pomiary Józefa Szaflarskiego z lat 30. XX w. wykazują, że ma on powierzchnię 0,216 ha, wymiary 68 × 45 m i głębokość ok. 2,4 m.

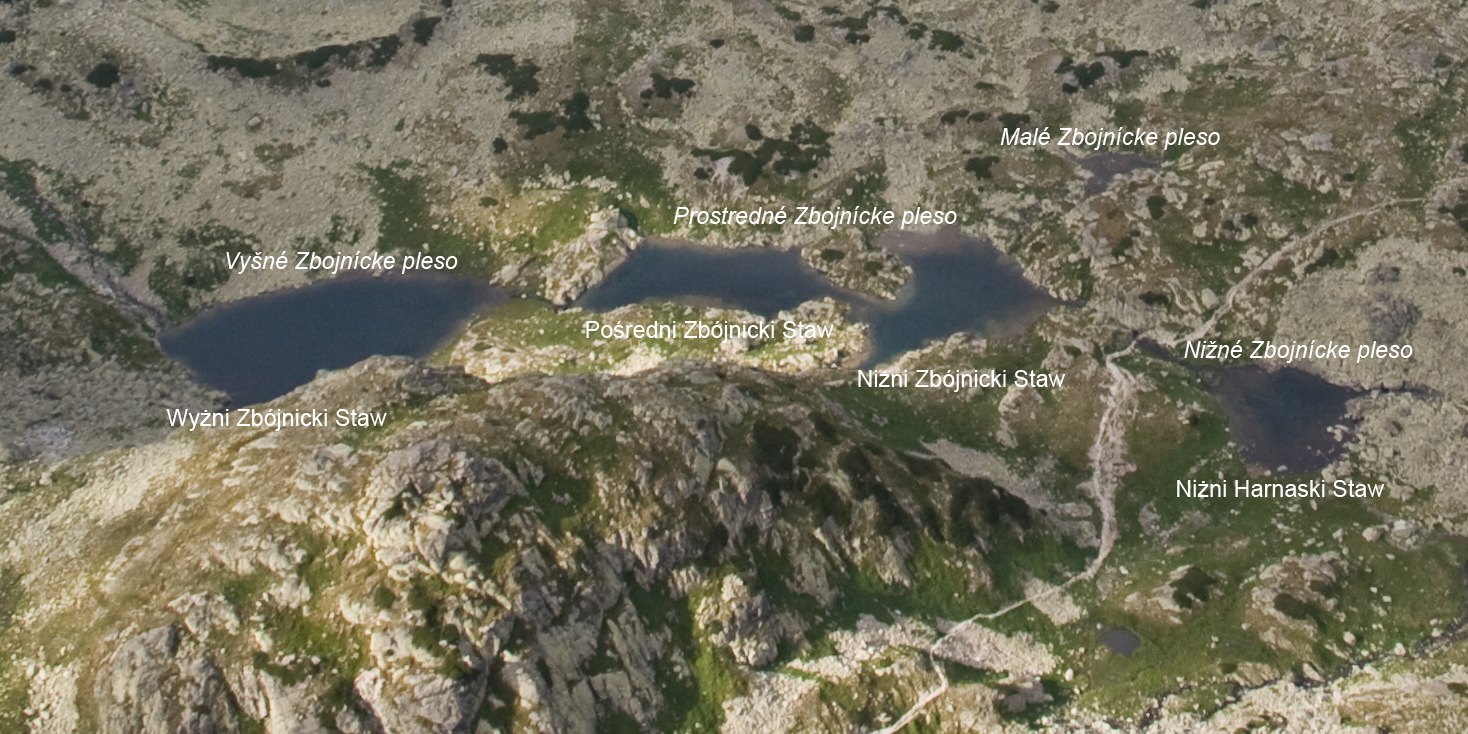
Niżni Harnaski Staw (z prawej) i Zbójnickie Stawy (z lewej)

Według Wielkiej encyklopedii tatrzańskiej Niżni Harnaski Staw jest jednym z grupy pięciu Harnaskich Stawów, jest najdalej z nich wysunięty w południowo-zachodnim kierunku. Pozostałe to Wyżni Harnaski Staw, Pośredni Harnaski Staw, Wyżnie Harnaskie Oko i Niżnie Harnaskie Oko. Józef Nyka w swoim przewodniku Tatry słowackie zalicza ten staw do grupy Zbójnickich Stawów i nazywa go Niżnim Stawem Zbójnickim. Za takim określeniem zdaje się przemawiać fakt, że leży on w tej samej kotlinie co pozostałe Zbójnickie Stawy i w ich bezpośrednim sąsiedztwie.

## Szlaki turystyczne
– niebieski szlak znad Wodospadów Zimnej Wody i Rainerowej Chatki wzdłuż Staroleśnego Potoku do Schroniska Zbójnickiego i dalej na Rohatkę; szlak przechodzi nieco powyżej Niżniego Harnaskiego Stawu.
- Czas przejścia od Rainerowej Chatki do schroniska: 2:15 h, ↓ 1:45 h
- Czas przejścia od schroniska do Niżniego Harnaskiego Stawu: 10 min, na przełęcz: 1:15 h, ↓ 55 min